# Come & Get It
«Come & Get It» («Прийди і візьми»") — сингл американської співачки Селени Гомес з її дебютного сольного альбому. Офіційно випущений 7 квітня 2013 компанією Hollywood Records як заголовний сингл з альбому. Пісня була написана Ester Dean, Mikkel S. Eriksen, і Tor E. Hermansen і спродюсорованою Stargate. «Come & Get It» — поп-пісня з елементами індійської музики, написана в середньому темпі. У пісні описується схильність до заподіює занепокоєння романтиці.Сингл двічі має платиновий статус в США, тобто проданий 2,000,000 раз, дані на липень 2013 року. З 2009 по 2011 роки Селена Гомес і група the Scene випустили три альбоми.
«Come & Get It» отримав схвальні відгуки від музичних критиків.

## Цікаві факти
- Пісня була саундтреком до серіалу «Коханки»

## Тривалість
1. «Come & Get It» — 3:51

## Кліп
Світова прем'єра музичного відео відбулася 7 травня 2013 на MTV. Відео починається з того, що Селена на лузі Bluebonnets (Техас) в чорній сукні. Потім вона починає співати, і вона вже в червоній сукні, а на задньому плані танцівниці в бежевих сукнях, їх танець нагадує індійські руху. Потім співачка з'являється в сукні, "розвивається" у воді, ковзає між дзеркалами. Закінчується кліп тим, що Селена знову на лузі. 
5 кліпів-реміксів були завантажені на каналі в ютюбі Селени — SelenaGomezVEVO 18 червня 2013

## Позиція в чартах
| Чарт (2013)                 | Найкраща Позиція |
| --------------------------- | ---------------- |
| ARIA                        | 63               |
| Ultratop 50 (Фландрія)      | 2                |
| Ultratop 40 (Валлонія)      | 4                |
| (Billboard Hot 100)         | 7                |
| Canadian Hot 100            | 9                |
| (Gaon International Chart)  | 35               |
| (Billboard Mexican Airplay) | 89               |
| RIANZ                       | 17               |
| Billboard Hot 100           | 6                |
| Pop Songs (Billboard)       | 8                |
| SNEP                        | 56               |

## Історія випуску
| Держава         | Дата          | Формат              | Лейбл             |
| --------------- | ------------- | ------------------- | ----------------- |
| США             | 7 квітня 2013 | Цифрова дистрибуція | Hollywood Records |
| Бразилія        | 8 квітня 2013 | Цифрова дистрибуція | Hollywood Records |
| Швеція          | 8 квітня 2013 | Цифрова дистрибуція | Hollywood Records |
| Велика Британія | 26 липня 2013 | Цифрова дистрибуція | Hollywood Records |